# Sibbarp sogn
Sibbarp sogn i Halland var en del af Faurås herred. Sibbarp distrikt dækker det samme område og er en del af Varbergs kommun. Sognets areal var 63,03 kvadratkilometer, heraf land 60,08. I 2020 havde distriktet 693 indbyggere. Byen Sibbarp ligger i sognet.
Navnet (1267-1333 Sigbiornathorp) stemmer fra mandsnavnet Sighbiorn og torp. Der er syv naturreservater i sognet: Nabben (delt med Rolfstorp sogn), Toppbjær (delt med Grimeton sogn), Mjællbjær (delt med Køinge sogn), Skogsbo, Långanskogen, Slættagærde og Valaklitt.